# Aurora (cantora)
Aurora Aksnes (Stavanger, 15 de junho de 1996), conhecida mononimamente como Aurora (estilizado em letras maiúsculas), é uma cantora, compositora e produtora musical norueguesa. Nascida em Stavanger e criada em Høle e Os, ela começou a escrever músicas e aprender dança aos seis anos. Suas composições introspectivas e emocionais lhe trouxeram grande reconhecimento, rendendo-lhe o apelido de "Fada do Pop".
Aurora ganhou notoriedade ainda na adolescência na Noruega, emergindo rapidamente como um dos nomes mais notáveis do pop norueguês na década de 2010. Seu álbum de estreia, All My Demons Greeting Me as a Friend (2016), recebeu críticas geralmente positivas, liderando a parada norueguesa VG-lista por duas semanas consecutivas e recebendo certificação de prata pela Indústria Fonográfica Britânica (BPI). Ela lançou posteriormente um álbum conceitual em duas partes: Infections of a Different Kind (Step 1) em 2018 e A Different Kind of Human (Step 2) em 2019. Seu quarto álbum, The Gods We Can Touch (2022), marcou sua primeira entrada no top dez no Reino Unido e seu segundo álbum número um na Noruega. Seu quinto álbum, What Happened to the Heart? (2024), figurou no top dez na Alemanha, Noruega, Escócia, Países Baixos e Reino Unido.
Conhecida por mesclar electropop, folk e art pop, ela foi descrita como pioneira da cena art pop norueguesa. Inicialmente treinada em piano, Aurora expandiu gradualmente sua atuação musical para incluir percussão e produção. Além de seu trabalho solo, colaborou com diversos artistas, entre eles The Chemical Brothers, Jacob Collier, Wu Qing-feng, Sondre Lerche, Tom Odell, Askjell e Hans Zimmer. Aurora também contribuiu para trilhas sonoras de vários filmes, séries de televisão e franquias de videogames, como Frozen 2, Wolfwalkers, a série live-action One Piece da Netflix, Kaiju No. 8, Adolescência, FIFA, Sky: Children of the Light e Assassin's Creed.

## Vida e carreira

### 1996–2011: Infância

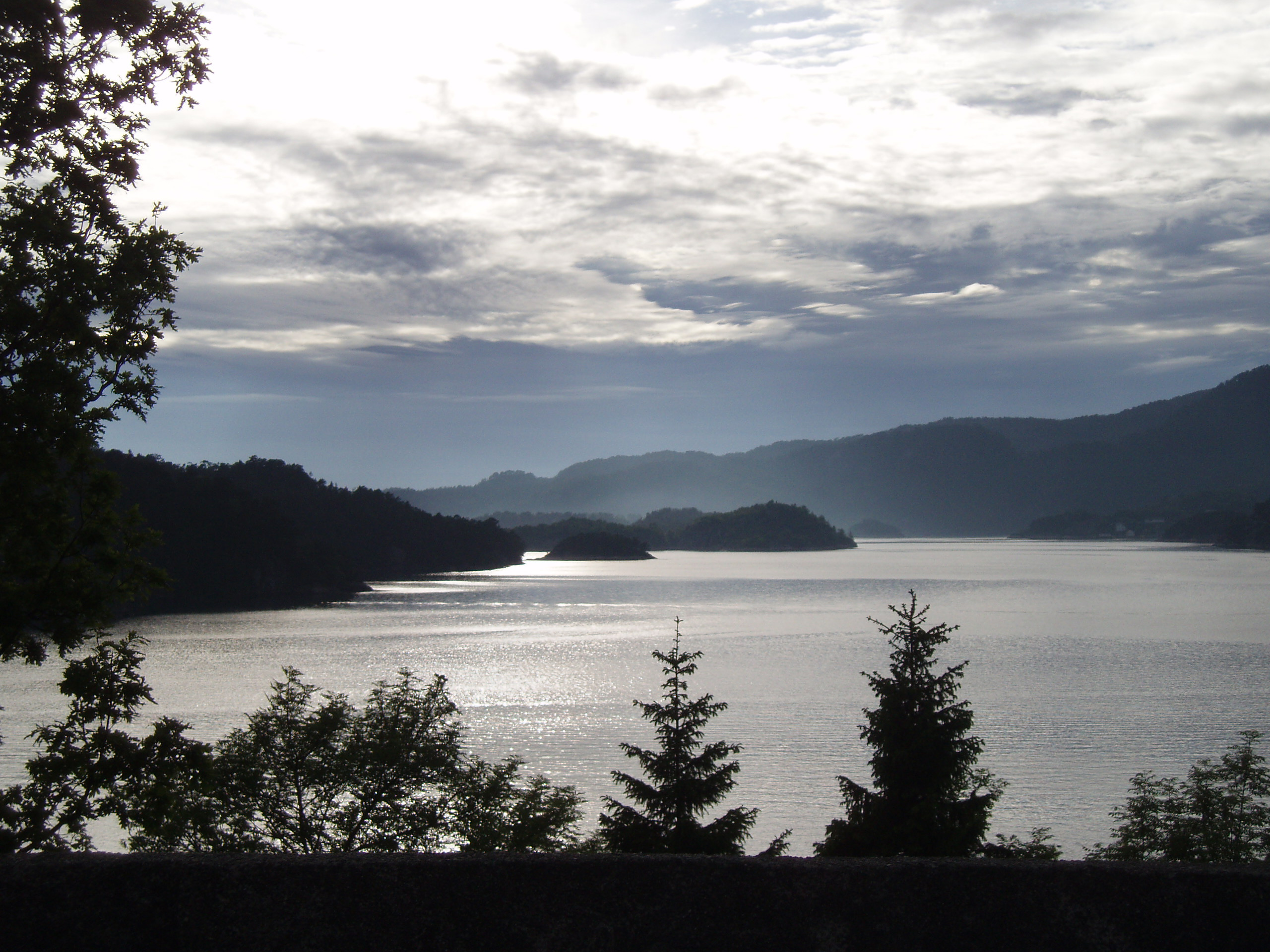
Vista do fiorde de Lyse, em Os, onde Aurora cresceu

Aurora Aksnes nasceu em 15 de junho de 1996 no Hospital Universitário de Stavanger, na Noruega, sendo a caçula de três filhas do casal May Britt Froastad, parteira, e Jan Øystein Aksnes, vendedor de portas de garagem. Sua irmã mais velha, Miranda, é maquiadora e ex-professora, enquanto a outra irmã, Viktoria, atua como estilista, designer de moda e blogueira. Aurora passou os primeiros anos em Høle, uma pequena cidade onde seus pais residiram por 15 anos, o que despertou seu amor pela natureza, pelo canto e por roupas tradicionais, como chapéus e saias longas. Mais tarde, a família se mudou para Drange, uma vila remota nas montanhas de Os, em Hordaland, próxima a Bergen e ao fiorde de Lyse. Aurora descreveu Drange como um lugar tranquilo, sem carros, com estradas irregulares, muitas árvores e conexão de internet precária, comparando-o ao mundo fictício de Nárnia.
Criada em meio à natureza, Aurora se autodenominava uma "pessoa da floresta", gostando de escalar árvores e apreciando o isolamento e a segurança de seu entorno. A proximidade com o mar e o veleiro de seus pais também alimentaram seu fascínio pelo oceano. Na escola, suas irmãs temiam que ela sofresse bullying por sua personalidade excêntrica e estilo de vestir marcante, mas Aurora achava seus colegas excessivamente atentos, preferindo se refugiar nas florestas. Ela atribuía a esses momentos solitários na natureza a capacidade de filosofar e descobrir o "poder" de sua própria mente. Quando criança, Aurora era avessa a demonstrações físicas de afeto, expressando desconforto com abraços e lembrando-se de temer uma de suas professoras, embora mais tarde tenha tido uma experiência positiva ao reencontrá-la na vida adulta. Sua infância também foi marcada pelo cuidado com gatos de estimação e pelo hábito peculiar de coletar insetos mortos, como mariposas, que mais tarde se tornariam um símbolo de seu álbum de estreia.
Uma de suas primeiras memórias musicais foi encontrar um piano elétrico no sótão de seus pais, anteriormente pertencente à sua irmã Miranda, que a fascinou ainda na infância. Ela se lembra de cantar "Don't Worry, Be Happy" com a família, que a interpretava em um coral como passatempo, embora Aurora tenha sido a única a seguir a música profissionalmente. Aos seis anos, começou a aprender piano, inicialmente imitando música clássica antes de compor suas próprias melodias, atraída pela profundidade emocional de tocar sozinha. Aos nove anos, já escrevia canções, influenciada por artistas como  Leonard Cohen, Bob Dylan, Enya e The Chemical Brothers.
A infância de Aurora também foi marcada por perdas significativas. Aos 11 anos, ela compareceu a um funeral na véspera de Natal, um evento que contribuiu para o desenvolvimento de disfemia, um distúrbio da fala que a levou a aprender língua de sinais. Uma amiga de sua classe de língua de sinais faleceu em um acidente de carro, e Aurora apresentou uma canção inédita com os versos "Por que você foi para um lugar que eu não podia seguir?" em um concerto memorial privado. Ela também enfrentou a perda de dois amigos próximos: um por suicídio em Os e outro na tragédia de Utøya em 2011, aos 17 anos. Como homenagem a este último e às demais vítimas do massacre, Aurora compôs a canção "Little Boy in the Grass", lançada em 2015.

### 2012—2013: Início da carreira
Inicialmente, Aurora manteve sua música em segredo, pois seus pais não a incentivavam a considerá-la como carreira ou passatempo. Ela também explorou outras ambições, como tornar-se médica, física ou dançarina, e treinou dança dos 6 aos 16 anos, participando de um grupo de dança contemporânea no Festival Norueguês da Juventude de Arte, com apresentações de canções como "Decode", do Paramore, e "Ghosts", de Michael Jackson. Sua aversão inicial à própria voz a desencorajou de considerar uma carreira como cantora.
A primeira composição conhecida de Aurora foi "The Lonely Man", seguida por "I Had a Dream", que abordava desafios globais. Apesar de considerar a música "muito longa e entediante, sobre a paz mundial", ela a apresentou uma vez na cerimônia de formatura de sua escola. Antes de se dedicar à música, Aurora trabalhou brevemente lavando o exterior de uma pizzaria. Seu avanço ocorreu de forma inesperada quando uma colega de classe publicou, sem sua permissão, uma gravação da canção "Puppet" — originalmente um presente de Natal para seus pais — e um vídeo de sua apresentação escolar de "I Had a Dream" na internet, o que a deixou furiosa. As publicações rapidamente alcançaram milhares de visualizações na Noruega, construindo uma base inicial de fãs no Facebook. No início de 2013, um representante da Made Management, uma empresa norueguesa de gestão artística, descobriu seu trabalho e a convidou para uma reunião em seu escritório. Embora inicialmente hesitante, Aurora foi persuadida por sua mãe a considerar compartilhar sua música, reconhecendo seu potencial para ressoar com outras pessoas.

### 2014–2017:All My Demons Greeting Me as a Friend

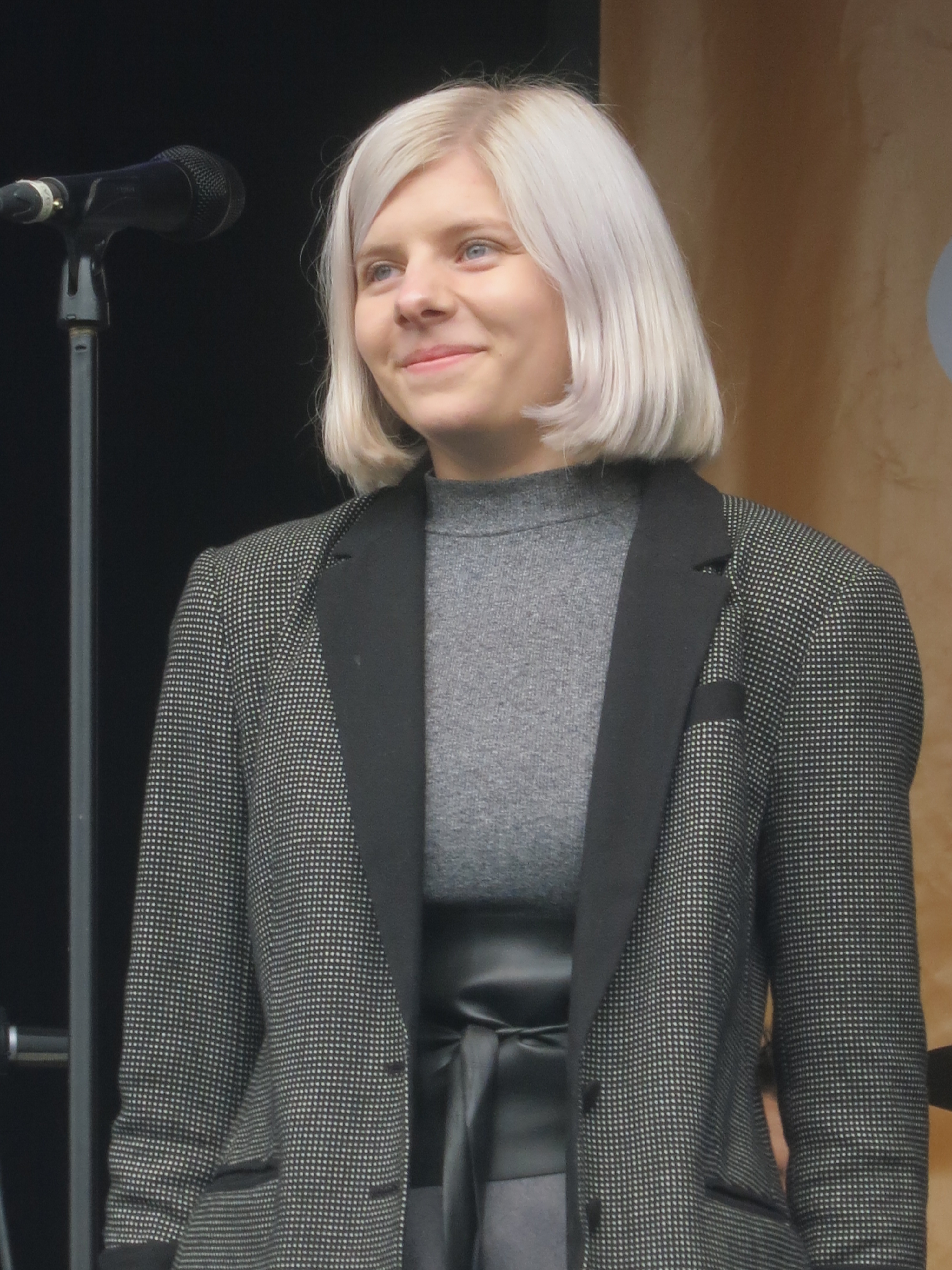
Aurora no festival Green Man, em 2015.

Após o sucesso de seu single "Puppet" na Noruega, Aurora assinou contratos com as gravadoras Petroleum, Decca e Glassnote em 2014. Posteriormente, lançou os singles "Awakening" e "Under Stars", com o primeiro destacando-a como "Intocada da Semana" no programa de rádio NRK Urørt, da NRK P3. Sua musicalidade única e estilo vocal receberam elogios da crítica na Europa e nos Estados Unidos, consolidando-a como uma artista promissora. Em 4 de maio de 2015, Aurora lançou seu primeiro EP, Running with the Wolves, que foi bem recebido por resenhas online e pela imprensa norueguesa, além de destaque com reproduções na BBC Radio. Sua performance no Concerto do Prêmio Nobel da Paz em dezembro do mesmo ano, elogiada pelo apresentador Jay Leno, foi descrito por ela como um evento profundamente significativo, já que o acompanhava com sua família há anos.
Em 11 de março de 2016, Aurora lançou seu álbum de estreia, All My Demons Greeting Me as a Friend, produzido em parceria com Magnus Skylstad e Odd Martin Skålnes. Com lirismo marcante e temas que exploram fantasia, coração partido, vida e morte, o disco foi comparado ao trabalho de artistas como Björk, Florence Welch, Enya e Lykke Li. O álbum liderou a parada norueguesa VG-lista por duas semanas consecutivas, tornando-se o primeiro álbum de estreia de uma artista norueguesa a estrear em primeiro lugar desde Like I'm a Warrior de Emilie Nicolas, em 2014. Até setembro de 2018, All My Demons vendeu 500 mil cópias mundialmente e foi premiado com o Prêmio Spellemann na categoria Solista Pop, além de receber uma indicação para Álbum do Ano. O single principal do álbum, "Runaway", alcançou sucesso global em 2021 ao viralizar no TikTok, atingindo a 22ª posição na Billboard Global 200 e a 25ª no UK Singles Chart. Outros singles, como "Running with the Wolves" e a regravação de "Half the World Away" (do Oasis, para o comercial natalino da John Lewis), alcançaram, respectivamente, as posições 72 na Alemanha e 11 no Reino Unido. Para promover o álbum, Aurora realizou a turnê internacional All My Demons Tour, que começou na América do Norte e encerrou-se no Brasil.
Em 2016, Aurora foi agraciada com o Prêmio Spellemann de Revelação do Ano, acompanhado de uma bolsa de 250 mil coroas norueguesas da Gramo, e o Prêmio EBBA por sua ascensão internacional com o EP Running with the Wolves. No mesmo ano, contribuiu com sua versão de "Life on Mars", de David Bowie, para a série Girls da HBO e estreou na televisão americana no The Tonight Show Starring Jimmy Fallon, apresentando "Conqueror", faixa incluída na trilha sonora do FIFA 16 e, posteriormente, do FIFA 23. Aurora também se apresentou no The Howard Stern Show e no The Late Show with Stephen Colbert, interpretando "Life on Mars" e "I Went Too Far", além de estrelar o curta documental Nothing is Eternal, produzido pela The Fader.

### 2017–2020: Álbum de duas partes e"Into the Unknown"

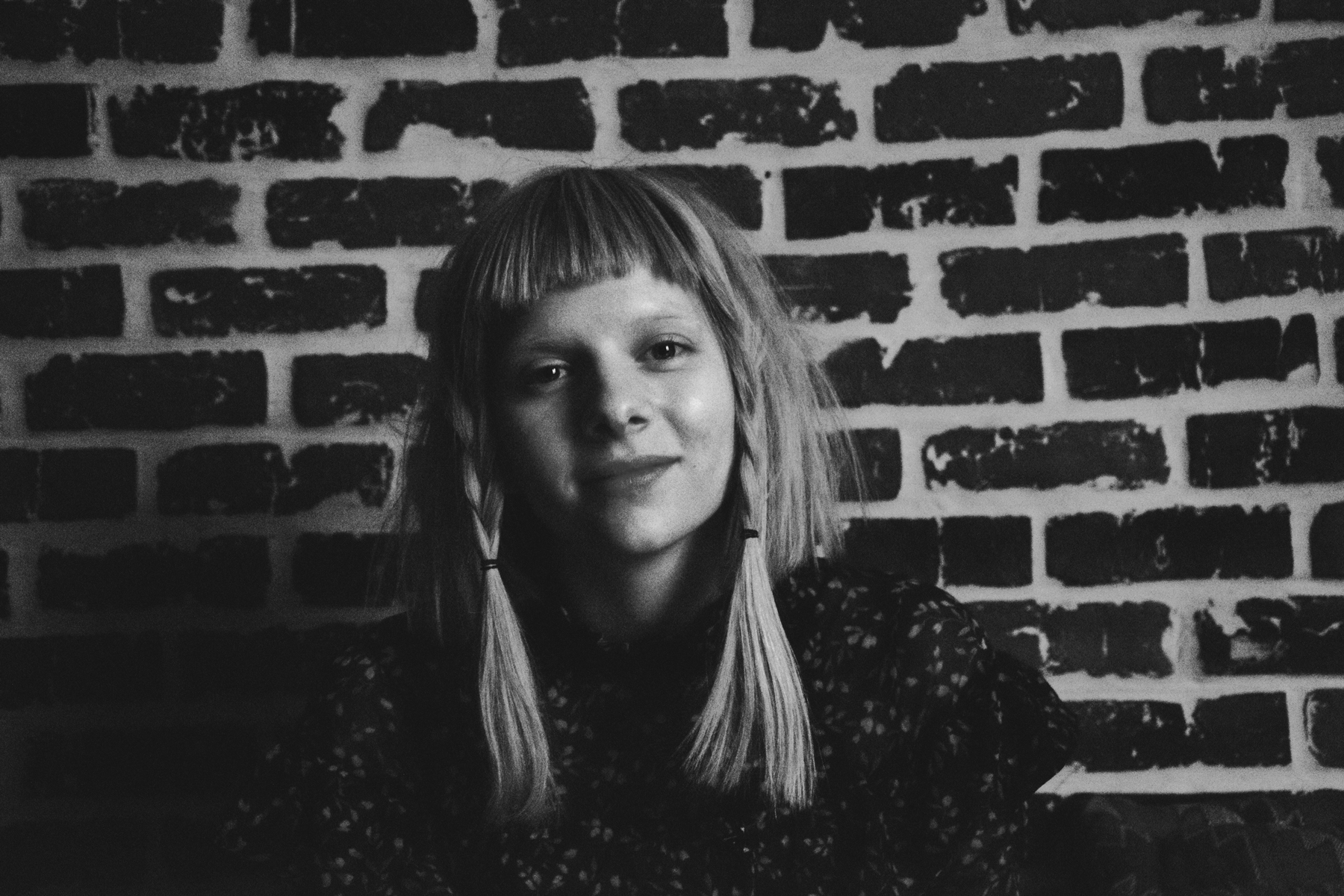
Aurora fotografada em uma boate em Paris, França, em março de 2018.

Em maio de 2016, após o lançamento de All My Demons Greeting Me as a Friend, Aurora anunciou que começava a trabalhar em seu segundo álbum de estúdio, descrevendo o disco de estreia como "o primeiro de muitos". No ano seguinte, contribuiu com uma regravação de "Scarborough Fair" para a trilha da novela brasileira Deus Salve o Rei, também aparecendo na sequência de abertura da produção. Durante a criação do novo projeto, Aurora colaborou com os produtores Askjell, Roy Kerr e Tim Bran, gravando o material entre 2017 e 2018 em estúdios localizados em subúrbios da Noruega e da França, com envolvimento em todas as etapas do processo criativo. Nesse período, apresentou canções inéditas em festivais como Lollapalooza e Coachella.
O single principal, "Queendom", lançado em abril de 2018, marcou o início da promoção do álbum, que foi dividido em duas partes. O videoclipe da faixa, disponibilizado no mês seguinte, destacou a inclusão, com ênfase na comunidade LGBTQIA+, com uma cena em que Aurora beija uma dançarina, simbolizando a aceitação de todas as formas de amor em um reino fictício idealizado. A primeira parte, intitulada Infections of a Different Kind (Step 1), chegou de surpresa às plataformas digitais em 28 de setembro de 2018, com edições físicas em CD e vinil lançadas em 1º de novembro de 2019. As letras abordaram temas como política, sexualidade e empoderamento, inspiradas nas interações de Aurora com seus fãs durante a turnê de estreia, mantendo certa continuidade com o álbum anterior. A segunda parte, A Different Kind of Human (Step 2), foi lançada em 7 de junho de 2019. Impulsionado pelos singles "Animal", "The Seed" e "The River", o álbum alcançou o top cinco das paradas na Noruega e figurou entre os sessenta primeiros no Reino Unido, Alemanha, Austrália, Escócia e Suíça. Aurora promoveu os dois lançamentos com uma turnê solo, iniciada em Manchester no final de 2018, além de apresentações em festivais como Glastonbury, Groovin' the Moo e Outside Lands.
Em abril de 2019, Aurora coescreveu e forneceu vocais para três faixas — "Eve of Destruction", "Bango" e "The Universe Sent Me" — do álbum No Geography, o nono do duo Chemical Brothers. No mesmo ano, contribuiu com vocais de apoio para a canção "Into the Unknown", do filme Frozen 2 da Disney, lançado em novembro de 2019. Ela apresentou a música ao vivo na 92ª cerimônia do Oscar, em fevereiro de 2020, ao lado de Idina Menzel e um coral de cantoras internacionais que interpretaram a canção em diferentes idiomas. Sua versão solo da canção foi lançada como single em março de 2020. Anteriormente, em 2018, Aurora interpretou sua versão de "Baby Mine" como o ato final no painel da Disney durante a CCXP, como parte da trilha sonora do filme Dumbo (2019).

### 2020–2023:The Gods We Can Touch
Em maio de 2020, Aurora lançou "Exist for Love", sua primeira canção de amor, acompanhada de um videoclipe autodirigido. Produzida durante o bloqueio da COVID-19 com arranjos de cordas de Isobel Waller-Bridge, a faixa marcou o início do que Aurora descreveu como "uma nova era" em sua carreira. Nesse mesmo ano, ela gravou a faixa-título da minissérie de Natal norueguesa Stjernestøv para a NRK, sob a direção musical de Gaute Tønder. Aurora também contribuiu com vocais para "Vinterens Gåte" e "Det Ev Ei Rosa Sprunge" no álbum Juleroser de Herborg Kråkevik, com a Orquestra Filarmônica de Bergen, e regravou seu single de 2015 "Running with the Wolves" para o filme animado Wolfwalkers.
O quarto álbum de estúdio de Aurora, The Gods We Can Touch, foi lançado em 21 de janeiro de 2022, alcançando seu primeiro top dez na parada britânica UK Albums Chart e o topo da parada norueguesa VG-lista pela primeira vez desde seu álbum de estreia. O álbum foi precedido pelos singles "Exist for Love", "Cure for Me", "Giving In to the Love", "Heathens" e "A Dangerous Thing". Após o lançamento do álbum, Aurora estreou um show virtual, A Touch of the Divine, transmitido pela Moment House. Ela então iniciou uma turnê mundial para promover o álbum, que incluiu festivais como Rock Werchter na Bélgica, as três edições sul-americanas do Lollapalooza — Argentina, Chile, e Brasil — e um show como atração principal de encerramento no Øya na Noruega, que recebeu amplos elogios da crítica especializada e levou a Variety e a NRK P3 a nomearem Aurora como "uma das maiores artistas da Noruega".

Aurora por Paul Sigve Amundsen (2022)

Ao longo de 2022, Aurora expandiu sua presença musical por meio de colaborações notáveis. Ela participou do single "Storm" de Wu Qing-feng, do EP L'Après-midi d'un faune, e contribuiu com vocais para a faixa "Alone in the Night" de Sondre Lerche, do álbum Avatars of Love. Ela também lançou "Hunting Shadows" para comemorar o 15º aniversário da franquia Assassin's Creed. Sua colaboração com Hans Zimmer incluiu vocais para a trilha sonora de Frozen Planet II da BBC, e ela apresentou "Take Me Back Home" no Royal Albert Hall durante os BBC Earth Proms. Naquele ano, Aurora venceu o Prêmio Spellemann de Sucesso Internacional do Ano por suas contribuições às exportações musicais norueguesas e recebeu o Prêmio P3 na premiação norueguesa P3 Gull, apresentado por Billie Eilish.
Aurora colaborou com o jogo Sky: Children of the Light, contribuindo com vocais para os temas de abertura e encerramento. Em outubro de 2022, um show virtual dentro do jogo estreou após os Game Awards em dezembro, retornando em agosto de 2023 para tentar quebrar o Guinness World Records de "Maior número de usuários em um mundo virtual temático de concerto", alcançado com 10.061 jogadores simultâneos. O evento foi realizado novamente em junho de 2025 como Aurora: Homecoming, celebrando o retorno de Aurora à Noruega após sua turnê mundial de 2024–25.

### 2023–presente:What Happened to the Heart?

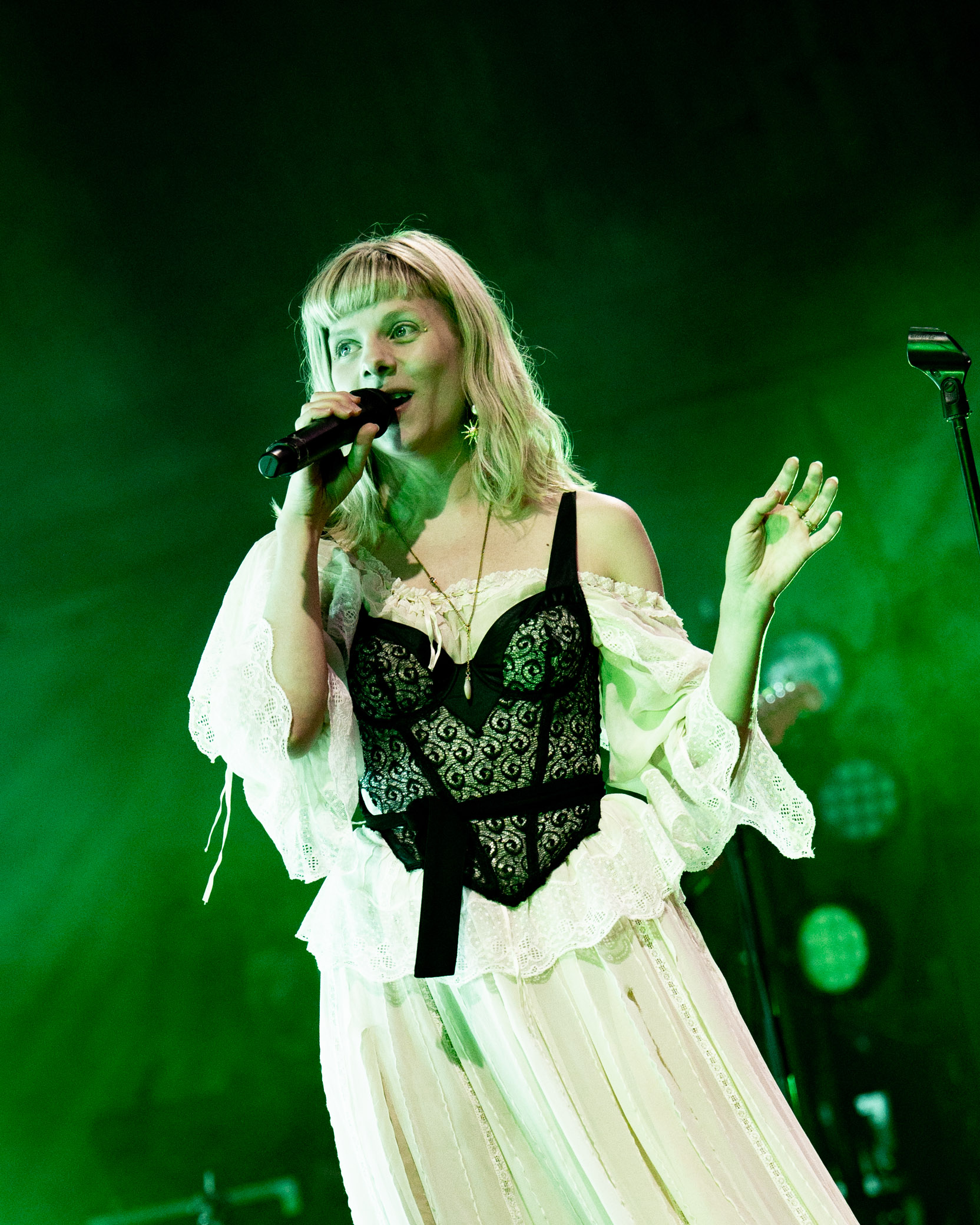
Aurora se apresentando em Kristiansand, Noruega, em julho de 2024.

Em janeiro de 2023, Aurora começou a divulgar seu futuro quinto álbum de estúdio, compartilhando em um story do Instagram que estava "trabalhando em muitos bebês". Naquele mesmo mês, ela colaborou com Tom Odell na faixa "Butterflies". Entre julho e agosto, Aurora contribuiu com uma regravação de "Pink Moon", de Nick Drake, para o álbum The Endless Coloured Ways: The Songs of Nick Drake, da Chrysalis Records, e lançou "My Sails Are Set" para a trilha sonora da série em live-action One Piece.
Aurora anunciou seu quinto álbum de estúdio, What Happened to the Heart?, em 28 de março de 2024, com lançamento em 7 de junho. O álbum combina indie pop e disco, com inspirações em pop, techno e música folk. Estreou entre os dez primeiros nas paradas de álbuns da Alemanha, Noruega, Escócia, Países Baixos e Reino Unido. Em outubro de 2023, ela deu pistas sobre novas músicas ao publicar um clipe de áudio e um link de pré-salvamento em sua conta oficial no Twitter, com a legenda "08.11". No mês seguinte, lançou "Your Blood", seu primeiro single solo em quase dois anos, seguido pelos singles "The Conflict of the Mind" e "Some Type of Skin" no início de 2024. Durante esse período, ela também realizou uma turnê como atração principal na Noruega. O álbum recebeu indicações para Lançamento do Ano e Pop Alternativo nos Prêmios Spellemann de 2024.
Para promover What Happened to the Heart?, Aurora embarcou em sua quinta turnê, intitulada What Happened to the Earth?, que atraiu cerca de 275.000 pagantes. Antes de seu show na Arena Wembley, ela realizou uma exposição retrospectiva gratuita, Some Type of Skin – An Exhibition, exibindo seus figurinos e obras visuais para destacar a evolução de sua estética e trajetória artística. Em 2025, a Forbes incluiu Aurora em sua lista 30 Under 30, e a Nordoff and Robbins a homenageou com o Prêmio Silver Clef de Música Contemporânea. Ainda nesse ano, lançou "You Can't Run from Yourself" como tema de abertura da segunda temporada do anime Kaiju No. 8. Paralelamente ao seu trabalho solo, ela participou da música "Limousine" do Bring Me the Horizon, do álbum Post Human: Nex Gen (2024), e colaborou com Jacob Collier em um mashup de sua música "The Seed" com "A Rock Somewhere", de Collier, apresentado no Ártico para promover a conservação dos oceanos e do clima.

## Arte

### Influências
Aurora cresceu com acesso limitado a meios de comunicação musical, como rádio ou canais de televisão especializados; ela afirmou que, no início de sua carreira, teve contato com poucos artistas. Entre suas principais influências, estão Ane Brun, Björk, Bob Dylan, Enya, Johnny Cash, Kate Bush, Leonard Cohen, Oasis, Susanne Sundfør, Os Beatles e Underworld. Ela mencionou que o primeiro álbum que adquiriu foi Blonde on Blonde, de Dylan.
Aurora também destacou o heavy metal como uma influência significativa desde a juventude. Aos 11 anos, ela conheceu a banda Gojira, descrevendo sua música como "pesada, intensa e sombria". Outras bandas do gênero que a influenciaram incluem Mastodon, System of a Down, Tool, Metallica, Refused e Slayer, além de grupos escandinavos. Aurora também expressou admiração por David Bowie e Iggy Pop, mencionando um encontro com este último em um festival na Bélgica, onde se sentiu extremamente emocionada, e colaborou com Einar Selvik, líder da banda de folk nórdico Wardruna, apresentando a canção "Helvegen" em várias ocasiões.
Ela já interpretou canções como "Mr. Tambourine Man", "Famous Blue Raincoat", "Life on Mars", "Across the Universe" e "Make You Feel My Love". Aurora declarou que evita ouvir música frequentemente, considerando-a "ruído" ou "interferência", pois, segundo ela, possui música em sua mente constantemente. Ela não utiliza plataformas de streaming como iTunes ou Spotify, preferindo colecionar discos de vinil e CDs, que escuta principalmente durante viagens, quando revisita obras de suas influências.

## Imagem pública e filantropia

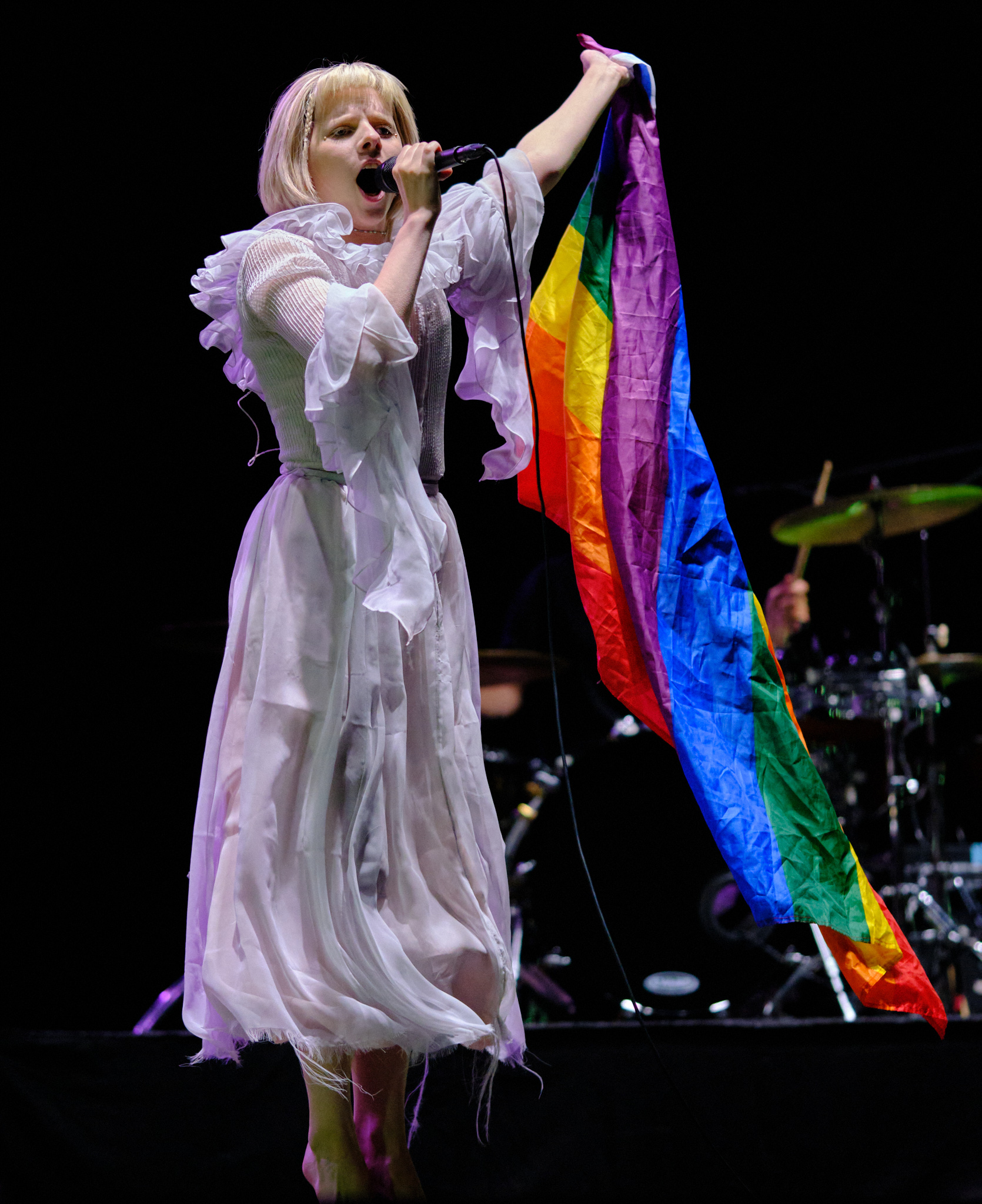
Aurora segurando uma bandeira do orgulho durante o festival Electric Castle em Cluj-Napoca, Romênia (2021)

Aurora destacou-se inicialmente por sua aparência singular, caracterizada por traços descritos como "infantis", pele clara sem maquiagem e cabelos curtos platinados, que combinavam com a tonalidade de suas sobrancelhas, em contraste com seu alcance vocal e o significado de suas canções. Posteriormente, adotou um corte de cabelo parcialmente raspado, apelidado de "viking norueguês", e, entre 2018 e 2024, tornou-se conhecida por um corte em camadas — longo na frente e curto atrás —, frequentemente comparado a estilos de personagens de anime. Durante o período promocional entre os lançamentos Infections of a Different Kind (Step 1) e A Different Kind of Human (Step 2), Aurora frequentemente se apresentava com marcas faciais que simbolizavam "lágrimas e rugas de sorriso". Sua presença de palco é marcada por um humor espontâneo, influenciado por sua abertura em compartilhar pensamentos intrusivos com o público durante apresentações ao vivo.
Seu guarda-roupa é composto principalmente por roupas reutilizadas, muitas delas desenhadas pela própria Aurora em colaboração com sua irmã Viktoria. Como pescetariana, Aurora enfatiza a importância de escolhas alimentares conscientes como parte de um estilo de vida ambientalmente responsável.
Aurora se identifica como feminista e é uma defensora ativa de causas como igualdade racial e direitos LGBT. Em uma entrevista de 2018 com o jornal The Independent, Aurora se descreveu como bissexual, expressando preferência por abraçar o amor e a exploração sem rótulos rígidos, tendo anteriormente resistido a definir sua sexualidade. Aurora também demonstrou apoio a movimentos de conscientização ambiental, temas explorados em canções como "Apple Tree", "The Seed" e "Soulless Creatures" de seus segundo e terceiro álbuns. Ela expressou admiração por iniciativas ambientais de figuras como Greta Thunberg e a banda Coldplay.
Aurora tem se engajado ativamente em trabalhos filantrópicos e de advocacia. Em outubro de 2020, ela apresentou sua canção "Warrior" para voluntários do movimento Clean Sounds e convocou outros artistas, como Billie Eilish e Sigrid, a se juntarem à causa. Ela participou de diversos festivais de música online, incluindo Vi er Live (uma manifestação contra o racismo em resposta ao assassinato de George Floyd), SOS Rainforest (em apoio às comunidades indígenas e florestas tropicais na África, Ásia e América do Sul), e Exist For Love Sessions (para promover artistas emergentes). Em novembro de 2021, ela foi a atração principal de um evento beneficente sem fins lucrativos durante a COP26 para arrecadar fundos para a organização EarthPercent de Brian Eno. Ela também se manifestou politicamente, especialmente durante a Guerra em Gaza, pedindo um cessar-fogo permanente.

### Controvérsia
Em 26 de março de 2023, ao final da apresentação de Aurora no Lollapalooza Brasil, o baterista Sigmund Vestrheim fez um gesto com as mãos que alguns usuários de redes sociais interpretaram como um sinal supremacista branco. A situação ganhou repercussão quando usuários passaram a revisar o perfil de Vestrheim no Instagram e apontaram uma publicação antiga que consideraram controversa, que incluía um desenho compartilhado em 2017 com os números "777" e uma suástica. Aurora se manifestou nas redes sociais, afirmando que nenhum dos integrantes de sua banda apoia ideologias de direita e negando que o baterista tenha qualquer ligação com movimentos de ódio. Alguns dias depois, Aurora anunciou que Vestrheim seria substituído nos próximos shows da turnê no México por motivos de segurança. Em uma entrevista ao VG, Aurora confirmou que o baterista retornaria à banda e classificou as acusações como "absurdas", descrevendo-as como "sem sentido e perda de tempo".

## Legado

### Impacto
"Aurora não é apenas uma das maiores artistas da Noruega, mas também uma das criadoras mais bem-sucedidas do mundo. Suas incríveis habilidades de composição, arranjos surpreendentes e expressão vocal perfeita a levaram a festivais como Lollapalooza e Coachella, em um mercado que, por algum motivo, ainda é o bastião da indústria musical: os EUA."

Espen Borge, jornalista e crítico da NRK P3, 2022
Aurora consolidou-se como uma das maiores artistas contemporâneas da Noruega. Veículos de mídia como Telegraph India, Veja e G1 a apelidaram de "Fada do Pop", enquanto a revista NME a destacou como pioneira do art pop norueguês. Espen Borge, da NRK P3, elogiou-a como "uma das criadoras de maior sucesso no mundo", destacando suas habilidades de composição e expressividade vocal. Jem Aswad, da Variety, descreveu-a como um dos maiores nomes da música norueguesa e uma veterana da cena musical do país. Catharina Cheung, da Time Out, Aurora Henni Krogh, do 730.no, e os organizadores do Festival Øya reconheceram-na como a maior estrela pop da Noruega nos últimos anos. Tina Løvås, do Musikknyheter.no, foi além, nomeando-a "uma das maiores artistas da história da Noruega", observando que sua discografia deixou uma marca imanente na história musical do país.
Em sua cidade natal, Os, o ex-prefeito Terje Søviknes (atual prefeito de Bjørnafjorden) creditou Aurora como a principal figura da Os Wave, um movimento cultural comparável à Bergen Wave, inspirando e incentivando novos artistas. Ele afirmou: "Se houve a Bergen Wave, nós temos a Os Wave com Aurora na vanguarda [...] O sucesso de Aurora faz com que outros ousem perseguir seus sonhos. Já temos artistas como Orbo e Eirik Søfteland. Aurora está liderando a Os Wave e abrindo caminho para a próxima geração."
Aurora recebeu elogios de artistas renomados como Ane Brun, Billie Eilish, Doja Cat, Katy Perry, Kelly Clarkson, Lorde, Mari Boine, Oliver Sykes do Bring Me the Horizon, Shawn Mendes, Sophie Ellis-Bextor, SZA e Troye Sivan. Eilish atribui à canção "Runaway" a inspiração para sua decisão de seguir carreira musical. A presença de Björk em uma apresentação de Aurora na KEXP, em Reykjavík, levou Dusty Henry a descrevê-la como uma "figura de grande importância".
Aos 21 anos, Aurora tornou-se a pessoa mais jovem a ser homenageada com uma pedra na Calçada da Fama de Bergen.

### Prêmios e conquistas
Aurora alcançou reconhecimento e diversos prêmios após seu sucesso inicial na Europa. Em 2016, ela recebeu o Prêmio EBBA por êxito internacional com o seu EP de estreia, Running with the Wolves, e o Prêmio Spellemann na categoria Revelação do Ano. No mesmo ano, foi indicada ao prêmio de Melhor Artista Norueguês nos MTV Europe Music Awards. Seu álbum de estreia, All My Demons Greeting Me as a Friend (2016), venceu o Prêmio GAFFA na categoria Álbum Norueguês do Ano e o Prêmio Spellemann na categoria Solista Pop. Aurora também foi agraciada com o Prêmio P3 na premiação norueguesa P3 Gull, em reconhecimento ao seu impacto significativo na música norueguesa, e incluída na lista Forbes 30 Under 30. Até julho de 2021, Aurora havia vendido mais de um milhão de álbuns em todo o mundo.

## Discografia

### Álbuns de estúdio
- All My Demons Greeting Me as a Friend (2016)
- Infections of a Different Kind (Step 1) (2018)
- A Different Kind of Human (Step 2) (2019)
- The Gods We Can Touch (2022)
- What Happened to the Heart? (2024)

## Turnês
- All My Demons Tour (2016–2017)
- Turnê de 2018–2019
- The Gods We Can Touch Tour (2022–2023)
- Turnê norueguesa de 2024
- What Happened to the Earth? (2024–2025)